# Chirileni, Sîngerei
Chirileni este un sat din cadrul comunei Drăgănești din raionul Sîngerei, Republica Moldova.